# 第15太陽週期

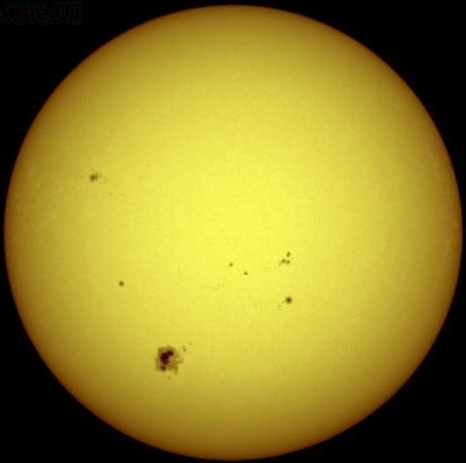
太陽和一些可見的黑子。

第15太陽週期是從1755年開始紀錄太陽黑子以來的第15個太陽週期，這個週期開始於1913年8月，結束於1923年8月，持續了10年。最大平滑黑子數(超過12個月期間的黑子月平均數值)為105.4，最小的數值為5.6，在這個週期內總共約有534天沒有黑子。